# Złe wychowanie
Złe wychowanie (hiszp. La mala educación) – film w reżyserii Pedra Almodóvara z 2004 roku. Obraz porusza bardzo kontrowersyjną tematykę molestowania seksualnego dzieci przez katolickich księży. Jest to jeden z najmroczniejszych projektów Almodóvara, o którym twórca mówił, że stanowi rozprawienie się z jego przeszłością.
W maju 2004 r. Złe wychowanie doświadczyło honoru bycia filmem otwierającym 57. Międzynarodowy Festiwal Filmowy w Cannes. Był to pierwszy w historii prestiżowej gali przypadek prezentacji hiszpańskiego obrazu jako inauguracyjnego.

## Fabuła
Bohaterami Złego wychowania są, mężczyźni których kiedyś łączyła wielka namiętność. Ignacio i Enrique poznali się jako dzieci, kiedy obaj uczęszczali do katolickiej szkoły. Ich przyjaźń szybko przerodziła się w fascynację erotyczną. Po latach Ignacio – teraz początkujący aktor o pseudonimie Ángel – wiedząc, że jego znajomy z dawnych lat jest uznanym reżyserem, postanawia złożyć mu wizytę. Wizyta to także tytuł noweli, którą przynosi ze sobą, traktującej o wydarzeniach z ich szkolnej przeszłości. Jednym z jej bohaterów jest ksiądz Manolo, który molestował seksualnie małego Ignacio. Zainspirowany pomysłem Enrique postanawia nakręcić film na podstawie opowiadania, przekonując się jednocześnie, że Ignacio-Ángel nie zawaha się przed niczym, żeby zagrać w nim główną rolę.
Początkowym narratorem filmu jest Enrique, lecz w miarę rozwoju wydarzeń do głosu dochodzą inne postacie. Na fabułę projektu składają się zaskakujące zwroty akcji i zabawa różnymi sytuacjami ukazywanymi w niekonwencjonalny sposób. Historia opowiedziana zostaje z trzech różnych punktów widzenia, na trzech płaszczyznach czasowych.

## Obsada
- Gael García Bernal jako Ángel Andrade/Juan/Zahara
- Fele Martínez jako Enrique Goded
- Daniel Giménez Cacho jako ojciec Manolo
- Lluís Homar jako pan Manuel Berenguer
- Javier Cámara jako Paca/Paquito
- Petra Martínez jako matka Ángela i Ignacia
- Nacho Pérez jako młody Ignacio
- Raúl García Forneiro jako młody Enrique
- Francisco Boira jako Ignacio
- Juan Fernández jako Martín
- Alberto Ferreiro jako Enrique Serrano
- Roberto Hoyas jako Camarero
- Francisco Maestre jako ojciec José
- Leonor Watling jako Mónica

## Produkcja
Nad scenariuszem filmu Złe wychowanie Pedro Almodóvar pracował blisko dziesięć lat.
Budżet projektu wyniósł osiem milionów pięćset tysięcy euro. Zdjęcia plenerowe realizowano od 16 czerwca do 22 września 2003 roku na terenie Hiszpanii. Wykorzystano następujące lokacje: Madryt, Galicja (wybrzeże), Walencja oraz Katalonia (szkoła w Alella).

## Nagrody i wyróżnienia
Zobacz pełny wykaz nagród i nominacji przyznanych filmowi w bazie Internet Movie Database (IMDb) – lista nagród w bazie IMDb (ang.)